# Josselin (Vorname)
Josselin ist ein männlicher Vorname.

## Herkunft und Bedeutung
Der Name ist die französische Variante von Jocelyn.
Varianten sind unter anderem Joselyn, Joslyn, Jocelin, Josceline, Josslyn, Joss (englisch), Jocelyne, Joceline, Josseline (französisch).

## Bekannte Namensträger
- Josselin Ouanna (* 1986), französischer Tennisspieler
- Josselin de Rohan (* 1938), französischer Politiker
- Josselin de Porhoët (??–1074), Vizegraf von Rennes